# Palaquium semaram
Palaquium semaram är en tvåhjärtbladig växtart som beskrevs av Herman Johannes Lam. Palaquium semaram ingår i släktet Palaquium och familjen Sapotaceae. Inga underarter finns listade i Catalogue of Life.